# Сент-Китс и Невис на летних Олимпийских играх 2012
Сент-Китс и Невис принимали участие в летних Олимпийских играх 2012 года, которые проходили в Лондоне (Великобритания) с 27 июля по 12 августа, где их представляли 6 спортсменов в лёгкой атлетике. На церемонии открытия Олимпийских игр флаг Сент-Китс и Невис нёс Ким Коллинз, а на церемонии закрытия — Антуан Адамс.
На летних Олимпийских играх 2012 Сент-Китс и Невис вновь не сумели завоевать свою первую олимпийскую медаль. Впервые команда Сент-Китс и Невис Олимпиаде была представлена только мужчинами. Хотя на Игры квалифицировалась спринтерша Тамека Уильямс, но она в итоге не принимала в них участия из-за проблем с допингом. Знаменосец, ветеран сборной Ким Коллинз не был допущен к соревнованиям, так как был дисквалифицирован Олимпийским комитетом Сент-Китса и Невиса за нарушение режима. Коллинз самовольно покинул олимпийскую деревню и уехал ночевать к жене в отель.

## Состав и результаты

### Лёгкая атлетика
Мужчины
Беговые виды
| Соревнование          | Спортсмены                                                                 | Отборочный раунд | Отборочный раунд | Отборочный раунд | Четвертьфинал | Четвертьфинал | Четвертьфинал | Полуфинал            | Полуфинал            | Полуфинал            | Финал                 | Финал                 |
| Соревнование          | Спортсмены                                                                 | Забег            | Результат        | Место            | Забег         | Результат     | Место         | Забег                | Результат            | Место                | Результат             | Место                 |
| --------------------- | -------------------------------------------------------------------------- | ---------------- | ---------------- | ---------------- | ------------- | ------------- | ------------- | -------------------- | -------------------- | -------------------- | --------------------- | --------------------- |
| 100 метров            | Антуан Адамс                                                               | Не участвовал    | Не участвовал    | Не участвовал    | 6             | 10,22         | 4             | 2                    | 10,27                | 7                    | Завершил выступление  | Завершил выступление  |
| 100 метров            | Джейсон Роджерс                                                            | Не участвовал    | Не участвовал    | Не участвовал    | 4             | 10,30         | 5             | Завершил выступление | Завершил выступление | Завершил выступление | Завершил выступление  | Завершил выступление  |
| 100 метров            | Ким Коллинз                                                                | Не участвовал    | Не участвовал    | Не участвовал    | 7             | DNS           | DNS           | Завершил выступление | Завершил выступление | Завершил выступление | Завершил выступление  | Завершил выступление  |
| 200 метров            | Антуан Адамс                                                               | 5                | 20,59            | 2                | Не проводится | Не проводится | Не проводится | 3                    | DSQ                  | DSQ                  | Завершил выступление  | Завершил выступление  |
| Эстафета 4×100 метров | Антуан Адамс Джейсон Роджерс Леструд Роланд Брийеш Лоуренс Делвэйн Делейни | 1                | 38,41            | 6                | Не проводится | Не проводится | Не проводится | Не проводится        | Не проводится        | Не проводится        | Завершили выступление | Завершили выступление |